# Carmen Katt
Carmen Katt (* 1975) ist eine deutsche Schauspielerin und Synchronsprecherin.

## Leben
Carmen Katt war als Theaterschauspielerin unter anderem auf Bühnen in Hannover und Potsdam zu sehen. Seit 1998 spielt Katt Improvisationstheater und bietet als Dozentin Workshops im Bereich Improtheater an. Indes ist Carmen Katt auch als Synchronsprecherin tätig und vor allem als Stimme von Hay Lin aus der Animationsserie W.i.t.c.h. (2005–2007) bekannt. Sie sprach zudem Arisu in der Anime-Serie Angelic Layer (2001), Kimuras Frau in Azumanga Daioh (2002) und Mana Tatsumiya in Magister Negi Magi (2006). Darüber hinaus lieh Carmen Katt auch Amanda Foreman als Suze Lessing in der Dramedy-Fernsehserie Parenthood (seit 2010), Laurie Hagen als Emma Sägesser in dem Vierteiler Titanic (2012) und Araceli Jover als Anna Bruckner in Zwischen den Wellen (2013) ihre Stimme. Weiters ist sie die deutsche Stimme von Cleo de Nile im Monster High-Franchise, die sie seit 2012 synchronisiert. 2014 vertonte Katt außerdem die Protagonistin Rias Gremory in High School D×D.
Hedda Erlebach ist ihre Tochter.

## Synchronrollen (Auswahl)
Für Salli Saffioti:
- 2011: Monster High – Monsterkrass verliebt! … als Cleo de Nile
- 2012: Monster High – Mega Monsterparty! … als Cleo de Nile
- 2013: Monster High – 13 Wünsche … als Cleo de Nile
- 2013: Monster High – Scaris: Monsterstadt der Mode … als Cleo de Nile
- 2014: Monster High – Fatale Fusion … als Cleo de Nile
- 2014: Monster High – Licht aus, Grusel an! … als Cleo de Nile
- 2015: Monster High – Das große Schreckensriff … als Cleo de Nile
- 2015: Monster High – Verspukt: Das Geheimnis der Geisterketten … als Cleo de Nile
- 2016: Monster High – Willkommen an der Monster High … als Cleo de Nile
- 2017: Schaurig schöne Abenteuer der Monsterfreundinnen … als Cleo de Nile
- 2017: Monster High – Elektrisiert … als Cleo de Nile

Für Rebecca Shoichet:
- 2013: My Little Pony: Equestria Girls … als Sunset Shimmer
- 2014: My Little Pony: Equestria Girls – Rainbow Rocks … als Sunset Shimmer
- 2015: My Little Pony: Equestria Girls – Friendship Games … als Sunset Shimmer
- 2016: My Little Pony: Equestria Girls – Legend of Everfree … als Sunset Shimmer
- 2017: My Little Pony: Equestria Girls – Tales of Canterlot High … als Sunset Shimmer

Für Yōko Hikasa:
- 2012: High School D×D … als Rias Gremory
- 2013: High School DxD New … als Rias Gremory
- 2015: High School D×D BorN … als Rias Gremory
- 2017: High School D×D Hero … als Rias Gremory

Für Minori Chihara:
- 2008–2009: Ikki Tousen: Dragon Destiny … als Ekitoku Chouhi
- 2009: Ikki Tousen: Great Guardians … als Ekitoku Chouhi
- 2013: Ikki Tousen: Xtreme Xecutor … als Ekitoku Chouhi

### Filme
- 2005: Miss Undercover 2 – Fabelhaft und bewaffnet – als Pam
- 2007: Detektiv Conan: Das 14. Ziel – als Midori Kuriyama und Moderatorin
- 2008: Detektiv Conan: Das Phantom der Baker Street – als Countdowndurchsage
- 2008: Get Smart – als Fluggast #3
- 2009: Detektiv Conan: Die azurblaue Piratenflagge – als Kimiko Yamaguchi
- 2010: Du schon wieder – als Heather
- 2011: Der Feind in Dir – als Rita Chambers
- 2012: Airborne – Come Die with Me – als Harriett Robburts
- 2013: Blood-C: The Last Dark – als Kanako Tsutsutori
- 2014: Tödliche Freundschaft – als Tina Tralman
- 2015: Kill Me Three Times – Man stirbt nur dreimal – als Alice Taylor
- 2016: Die Schutzbrüder – als Tonys Enkelkind
- 2016: My Big Fat Greek Wedding 2 … als Marge
- 2017: Batman: Return of the Caped Crusaders – als Miranda Moore
- 2018: Game Over, Man! – als Sugar Lyn Beard
- 2018: Suicide Squad: Hell to Pay – als Silver Banshee / Siobhan Smythe
- 2020: Chaos auf der Feuerwache – als Patty Welch

### Fernsehserien
- 1991–1992: Twin Peaks … als Renee
- 1995–2009: Emergency Room – Die Notaufnahme … als Missy Voltaire
- 2004–2012: Desperate Housewives … als Colleen Henderson
- 2005–2011: Boston Public … als Traci Van Meter
- Seit 2005: Navy CIS … als Rena Oliver, Petty Officer Egan, Nina Concepcion, Brenda Kate und Emmy Poole
- 2006–2008: Veronica Mars … als Natalie Landers
- 2008–2012: Dr. House … als Leisha (8x12) und Fawn (8x17)
- 2008–2014: Dexter … als Allison (2x3)
- 2009–2013: Gossip Girl … als Jessica Leitenberg
- 2009–2014: Burn Notice … als Ryoko Maji
- 2012–2016: Parenthood … als Suze Lessing
- 2012–2017: Rizzoli & Isles … als Cynthia Wallace
- 2012–2018: Parks and Recreation … als Ulee Danssen
- 2014–2016: Miss Fishers mysteriöse Mordfälle … als Lorna Fulton
- 2016: Good Girls Revolt … als Laura
- 2016–2021: Good Witch … als Sharon
- Seit 2016: Fargo … als Gloria Burgle
- 2016–2017: Outcast … als Betsy Austin
- 2017: Girlboss … als Iris (1x2) und Courtney (1x4)
- 2017–2020: The Good Place … als Donna Shellstrop
- 2018: Seven Seconds … als Crystal Diangelo
- 2018: Sharp Odjects … als Jeannie Keene
- 2018: Requiem … als Natalie Franke (1x3)
- Seit 2018: Tom Clancy’s Jack Ryan … als Blanche Dubois

### Animationsserien
- Seit 2004: Winx Club … als Prinzessin Galatea
- 2005–2006: Angelic Layer … als Arisu Fujisaki
- 2005–2007: W.i.t.c.h. … als Hay Lin
- 2007: Fantastic Four – Die größten Helden aller Zeiten … als Susan ‘Sue’ Storm / ‘Die Unsichtbare’
- 2008: Magister Negi Magi!? … als Satsuki Yotsuba und Mana Tatsumiya
- 2008: Ouran High School Host Club … als Sumire
- 2008–2010: Transformers: Animated … als Professor Princess
- 2008–2012: Pumpkin Scissors … als Mireille
- 2009: Gurren Lagann … als Dari Adai
- 2010–2011: Mobile Suit Gundam 00 SS … als Anew Returner
- 2012–2013: Blood-C: Die Serie … als Kanako Tsutsutori
- 2012–2014: Yu-Gi-Oh! Zexal … als Mira Tsukumo
- 2012–2020: Dino-Zug … als Corinne
- 2013–2014: Waiting in the Summer … als Nanami Kirishima
- Seit 2013: Ever After High … als Raven Queen
- 2014: Hamatora: The Animation … als Misty
- 2014–2015: Pac-Man und die Geisterabenteuer … als PacVision-Sprecherin
- 2015: Selector Infected WIXOSS … als Hitoes Mutter
- 2015–2017: Dragon Ball Z Kai … als Bulma Briefs
- 2017: KanColle – Kantai Collection … als Atago
- 2017–2018: Dragon Ball Super … als Bulma Briefs